# فطر ثنائي الشكل
الفطريات ثنائية الشكل هي فطريات قادرة على التواجد في شكلين مختلفين: العفن والخميرة. وغالبًا ما يحدث هذا التحول نتيجة لتغير درجة الحرارة، ولذلك يُطلق على هذه الفطريات أيضًا اسم الفطريات ثنائية الشكل حراريًا. ومن الأمثلة على ذلك فطر تالروميسيس مارنفيي (Talaromyces marneffei)، وهو أحد المُمْرِضات البشرية، حيث ينمو على شكل عفن عند درجة حرارة الغرفة، بينما يتحول إلى خميرة عند درجة حرارة الجسم البشري.
يُستخدم مصطلح ثنائي الشكل بشكل شائع للإشارة إلى الفطريات التي يمكنها النمو في هيئتين: الخميرة والخلايا الخيطية (الفطرية)، إلا أن العديد من هذه الفطريات قد تنمو بأشكال أخرى أيضًا. ولذلك، يُستخدم مصطلح ثنائية الشكل كمفهوم عام للفطريات القادرة على التحول بين الشكل الخميري والشكل الخيطي، دون أن يكون ذلك بالضرورة قاصرًا على هذين الشكلين فقط.

## علم بيئة الفطريات ثنائية الشكل
تعتبر العديد من أنواع من الفطريات ثنائية الشكل من المُمْرِضات للبشر والحيوانات الأخرى، ومن بين هذه الأنواع:
- كوكسيديويديس إميتيس (Coccidioides immitis)
- باراكوكسيديويديس برازيليينسيس (Paracoccidioides brasiliensis)
- كانديدا ألبيكانس (Candida albicans)
- بلاستوميسيس ديرماتيتيديس (Blastomyces dermatitidis)
- هيستوبلازما كابسولاتوم (Histoplasma capsulatum)
- سبوروثريكس شينكي (Sporothrix schenckii)
- إيمونيسيا (Emmonsia sp.)

تشمل الأمراض الفطرية التي تسببها هذه الفطريات ما يلي:
- داء الشعريات المبوغة (Sporotrichosis)
- داء الفطار البرعمي (Blastomycosis)
- داء الفطار الهيستوبلازمي (Histoplasmosis)
- داء الفطار الكوكسيديودي (Coccidioidomycosis)
- داء الفطار الباراكوكسيديودي (Paracoccidioidomycosis)
- داء الفطار التالرومي (Talaromycosis)
- داء المبيضات (Candidiasis)

بالإضافة إلى ذلك، هناك العديد من الفطريات الأخرى التي تمتلك دورة حياة ثنائية الشكل، ومنها:
- فطر يوسيتلاجو مايديس (Ustilago maydis)، وهو مُمْرِض نباتي
- فطر جيوتريكم كانديدوم (Geotrichum candidum)، المستخدم في صناعة الجبن.[5]